# Inicjatywa Firm Rodzinnych
Inicjatywa Firm Rodzinnych (IFR) – stowarzyszenie z siedzibą w Warszawie, założone w 2008 roku. Grupuje przedsiębiorców będących właścicielami firm rodzinnych, a także wspierających to środowisko ekspertów i pracowników naukowych. 

## Historia i działalność
Wśród członków założycieli IFR znaleźli się m.in. Andrzej Jacek Blikle, Jacek Santorski oraz Małgorzata Niezabitowska. W latach 2009–2015 Stowarzyszenie realizowało we współpracy z Polską Agencją Rozwoju Przedsiębiorczości  oraz innymi partnerami programy szkoleniowo-doradcze "Firmy rodzinne" i "Firmy rodzinne 2", przeznaczone dla właścicieli oraz kluczowych pracowników przedsiębiorstw rodzinnych. W ramach tych projektów realizowane były m.in. szkolenia z "twardych" i "miękkich" aspektów zarządzania firmami rodzinnymi, doradztwa prowadzone bezpośrednio w każdej z firm, spotkania mentoringowe, w ramach których szefowie dużych polskich firm rodzinnych zapraszali do siebie kolegów z mniejszych przedsiębiorstw i dzielili się doświadczeniami, a także studia podyplomowe realizowane w Szkole Wyższej Psychologii Społecznej.  
W 2015 IFR realizowała wspólnie z Urzędem m. st. Warszawy projekt "Rodzinni rodzinnym – rodzinni przedsiębiorczym", w ramach którego w Warszawie odbywały się bezpłatne spotkania szkoleniowe dostępne dla firm rodzinnych, a także warszawskich przedsiębiorców spoza tego środowiska. W tym samym roku zorganizowany został Dzień Firm Rodzinnych na Giełdzie Papierów Wartościowych w Warszawie. Od 2014 IFR prowadzi na Ukrainie program "Купуймо Разом" ("Kupujmy razem"), wspierający ukraińskie firmy rodzinne w zakresie tworzenia grup zakupowych. Projekt ten finansowany jest przez Ministerstwo Spraw Zagranicznych RP w ramach programu Polska Pomoc. Stowarzyszenie wydaje także magazyn firm rodzinnych "Relacje". Własną działalność, głównie o charakterze szkoleniowym, prowadzą także oddziały i koła regionalne IFR w całej Polsce.
Stowarzyszenie Inicjatywa Firm Rodzinnych jest również organizatorem Zjazdu Firm Rodzinnych u-Rodziny oraz Zlotu Sukcesorów.

## Władze

### Lista Prezesów Zarządu
| lp. | okres urzędowania | imię i nazwisko      | uwagi                   |
| --- | ----------------- | -------------------- | ----------------------- |
| 1   | 2008–2016         | Andrzej Jacek Blikle | od 2016 prezes honorowy |
| 2   | od 2016           | Ewa Sobkiewicz       |                         |

### Władze statutowe w kadencji 2018-2020[10]
| nazwa organu      | członkowie |
| ----------------- | --- |
| Zarząd            | Ewa Sobkiewicz (prezes), Tomasz Budziak (wiceprezes ds. programowych), Anna Gwizdalska (wiceprezes), Mariola Grodnicka, Agata Hagno, Stanisław Han, Dobrochna Kochańska-Kruk, Rafał Kunaszyk, Sebastian Margalski, Krzysztof Ogorzałek, Łukasz Rotarski, Marzena Szczotkowska-Topić, Janina Seredyńska-Targosz. |
| Komisja Rewizyjna | Maria Adamska, Beata Dobrowolska, Aleksandra Jasińska-Kloska, Joanna Malinowska |
| Sąd Koleżeński    | Jarosław Ogorzałek, Ewa Szczecińska-Budziak, Marta Rudzińska |